# ストレイト・レコード
ストレイト・レコード（Straight Records）は、1969年にフランク・ザッパとビジネス・パートナー兼マネージャーのハーブ・コーエンが、自分達のプロデュース作品や発掘品を流通させるため設立したレコード・レーベルである。単にストレイトと自称していた。
ザッパとコーエンは同時にビザール・レコード（以下、ビザール）というレーベルも設立した。ザッパは当初、アヴァンギャルドなアーティストのアルバムをビザールから、よりメインストリームなアーティストのアルバムをストレイトから発表することを意図して、ストレイトに在籍するアーティストの大半を自ら選んだ。しかしレコードの流通やアーティストのマネージメントに問題があって彼の意図は期待通りには実現せず、ザッパ、マザーズ・オブ・インベンション、ワイルド・マン・フィッシャー、レニー・ブルース、サンドラ・ハーヴィッツ以外のアーティストはストレイトに在籍した。その結果、キャプテン・ビーフハート・アンド・ザ・マジック・バンド、アリス・クーパー、GTO'sのようなアーティストたちの「かなり変わった」アルバムがストレイトから発表された。
ザッパはパースエイジョンズの最初のLP『Acapella』の責任者も務めた。彼はジャージーシティのレコードショップでパースエイジョンズがライブで歌っているのを電話を通して聞いた。ドゥーワップへの情熱から、ザッパは彼等を直ちにロサンゼルスに呼び寄せてレコーディングに参加させた。ストレイトの他の有名アーティストには、ティム・バックリィや、ジュディ・ヘンスキー&ジェリー・イエスターというデュオがいた。これらのミュージシャンは、コーエンとの関係からストレイトに在籍した。
ストレイトとビザールから発表されたアルバムは、アメリカではワーナー・ブラザース・レコード系列で製造・販売され、その中にはリプリーズ・レコードも含まれていた。イギリスではストレイトのアルバムはCBSレコードによって販売された。
1971年、アリス・クーパーの3作目『エイティーン (Love It to Death)』が発売された。しかし1972年以降、同アルバムを含めて彼等がストレイトで制作したアルバムはリプリーズまたはワーナー・ブラザーズから再発された。ビザールとストレイトのワーナーとの販売契約は1973年までに終わりを迎えた。この年からの新しい契約により、ザッパとコーエンのワーナーとのビジネスは統合され、ディスクリート・レコードと名づけられた。ザッパとコーエンのビジネス・パートナーシップは、1976年に双方から訴訟を起こされ、険悪な雰囲気のまま終了した。数年後に成立した和解により、ザッパは自分の作品の所有権を保持し、コーエンはビザール、ストレイト、ディスクリートにおけるザッパ以外の作品のほとんどを所有することとなった。
1988年と1989年には、キャプテン・ビーフハート・アンド・ザ・マジック・バンド、アリス・クーパー、ティム・バックリィ、GTO's、パースエイジョンズ、ロード・バックリィによるストレイトでの録音が、エニグマ・レトロ・レーベルからCDとカセットで短期間ながら再発された。ザッパは1993年に52歳で死去。コーエンは2010年に77歳で亡くなっている。
1990年代初頭から、ストレイトのいくつかの音源の所有権が不明確になったという噂がある。そのため、ストレイトの音源がこれ以上は再発されないかもしれない。しかし、2000年代後半になると、これらの音源の一部（ティム・バックリィの『ブルー・アフタヌーン』や『スターセイラー』、キャプテン・ビーフハート・アンド・ザ・マジック・バンドの『リック・マイ・デカルズ・オフ、ベイビー』など）が180gレコードとして再発され、iTunes Storeで販売されるようになった。しかし、CDでの再発はされていない。公式には発表されていないが、これらのアルバムの再発を妨げる条項はCDのリリースのみを対象としており、他のフォーマットには適用されないと考えられている。しかし、近年、これらのアルバムからの楽曲はコンピレーションCDにライセンスされ、収録されている。

## 所属したメンバー
- キャプテン・ビーフハート・アンド・ザ・マジック・バンド (Captain Beefheart and The Magic Band)
- アリス・クーパー (Alice Cooper)
- ティム・バックリィ (Tim Buckley)
- ジェフ・シモンズ (Jeff Simmons)
- ジュニア・ミンツ (Junier Mintz) ※ザ・マザーズ・オブ・インヴェンションの別名
- ロード・バックリィ (Lord Buckley)
- ジュディ・ヘンスキー&ジェリー・イエスター (Judy Henske & Jerry Yester)
- GTO's (The GTOs)
- ティム・ドーウ (Tim Dawe)
- メイフ・ナッター (Mayf Nutter)
- パースエイジョンズ (The Persuasions)
- ローズバッド (Rosebud)